# Вязовок (Павлоградский район)
Вязово́к (укр. В'язівок) — село,
Вязовокский сельский совет,
Павлоградский район,
Днепропетровская область,
Украина.
Код КОАТУУ — 1223583001. Население по переписи 2001 года составляло 1973 человека .
Является административным центром Вязовокского сельского совета, в который, кроме того, входит село
Весёлое.

## Географическое положение
Село Вязовок находится на правом берегу реки Самара в месте впадения в неё реки Вязовок,
выше по течению на расстоянии в 4,5 км расположено село Вербки,
ниже по течению на расстоянии в 1,5 км расположено село Кочерёжки.
Река в этом месте извилистая, образует лиманы, старицы и заболоченные озёра.
Через село проходит автомобильная дорога Т-0422.

## История
- 1776 — дата основания.
- В XIX веке село Вязовок было волостным центром Вязовской волости Павлоградского уезда Екатеринославской губернии[2].

## Экономика
- «Вязовок», ЧП.

## Объекты социальной сферы
- Школа.
- Детский сад.
- Клуб.
- Амбулатория.

## Достопримечательности
- Братская могила советских воинов.
- Обнаружены остатки поселения эпохи бронзы (II тысячелетие до н. эры).

## Известные уроженцы
- Евтушенко, Андрей Иванович (1923—2000) — участник Великой Отечественной войны 1941—1945 гг., полный кавалер ордена Славы.

## Религия
В селе Вязовок была Михайловская церковь.
Священнослужители Михайловской церкви:
- 1882 - священник Иван Федоровский
- 1897-1898 - священник Дмитрий Иванов
- 1897-1898 - священник Иван Аксененков
- 1897-1898 - диакон Евлампий Кочевский
- 1897-1898 - псаломщик Павел Ювченко[2]

Ныне в селе есть Свято-Николаевский храм. Памятник архитектуры местного значения с охранным № 242.
В 1913 году, когда Русская Империя праздновала 300-летие Царской фамилии, властями Павлоградского уезда, было решено возвести храм, в честь небесного покровителя последнего Всероссийского Императора. Закладка храма осуществилась в том-же юбилейном году, невзирая на то, что в селе уже был старый храм (1880-1882 гг.) освящен в честь Архангела Михаила. Согласно проекту, новый храм должен был вмещать 800 человек. В 1915 году храм был освящен.
В период гонений на Церковь, храм дважды закрывался, в 1929 году (?) после ареста священника Клитина Николая Александровича. Открывшийся храм во время Великой Отечественной войны, повторно был закрыт в 1963 году. После первого закрытия, храм использовался как колхозный склад, после второго, как школьный спортивный зал.
В 1991 году, ходатайством верующих села Вязовок и благочинного Павлоградского церковного округа протоиерея Валентина Цешковского, по благословению епископа Днепропетровского и Запорожского Глеба (Савина).
В 2007 году, усердием Шимана Л.Н. в храме провели восстановительные работы; устроены гранитные полы с подогревом, витражи на окнах, установлены три резных иконостаса для центрального алтаря и новоустроенных приделов, Архангела Михаила (в память о сожженом в атеистические годы, древнем храме) и Царственных Мучеников (канонизированой семьи Романовых).
5 апреля 2008 года, были освящены и водружены на звонницу 12 колоколов.
В юбилейный год 1020-летия Крещения Руси, 17 декабря 2008 года, Митрополитом Днепропетровским и Павлоградским Иринеем (Середним), было совершено Великое освящение.